# 83160
83160（八万三千百六十、はちまんさんぜんひゃくろくじゅう）は、自然数また整数において、83159の次で83161の前の数である。

## 性質
- 83160は合成数であり、約数は1, 2, 3, 4, 5, 6, 7, 8, 9, 10, 11, 12, 14, 15, 18, 20, 21, 22, 24, 27, 28, 30, 33, 35, 36, 40, 42, 44, 45, 54, 55, 56, 60, 63, 66, 70, 72, 77, 84, 88, 90, 99, 105, 108, 110, 120, 126, 132, 135, 140, 154, 165, 168, 180, 189, 198, 210, 216, 220, 231, 252, 264, 270, 280, 297, 308, 315, 330, 360, 378, 385, 396, 420, 440, 462, 495, 504, 540, 594, 616, 630, 660, 693, 756, 770, 792, 840, 924, 945, 990, 1080, 1155, 1188, 1260, 1320, 1386, 1485, 1512, 1540, 1848, 1890, 1980, 2079, 2310, 2376, 2520, 2772, 2970, 3080, 3465, 3780, 3960, 4158, 4620, 5544, 5940, 6930, 7560, 8316, 9240, 10395, 11880, 13860, 16632, 20790, 27720, 41580, 83160である。
  - 約数の和は345600。
- 29番目の高度合成数であり、約数を128個持つ。1つ前は55440、次は110880。100000以下では最大の高度合成数である。(オンライン整数列大辞典の数列 A002182)
  - 約数を128個持つ最小の数である。次は98280。従って83160と98280は100000以下では最大個の約数を持つ自然数である。
- 1から12までの全ての自然数と27の最小公倍数である。
- 10336番目のハーシャッド数である。1つ前は83142、次は83180。
- 83160 = 2310 × 36
  - 素数階乗数の積とみたとき1つ前は82950、次は83370。
- 83160 = 23 × 33 × 5 × 7 × 11
  - 5つの異なる素因数の積で p 3 × q 3 × r × s × t の形で表せる最小の数である。次は98280。
- 83160 = 20892 - 20692 = 19012 - 18792 = 14992 - 14712 = 7972 - 7432 = 3672 - 2272 = 3472 - 1932 = 4392 - 3312
  - 26番目の、2つの素数の平方の差としてちょうど7通りに表現することが出来る数である。1つ前は82992、次は86520。(オンライン整数列大辞典の数列 A092003)
- k = 7 の時の 2k 個の約数を持つ最小の数である。1つ前は7560、次は1081080。(オンライン整数列大辞典の数列 A037992)
- n = 20 の時の (約数関数の値) = n × (オイラー関数の値) となる最小の数である。1つ前のn = 19では291060、次のn = 21では120120。(オンライン整数列大辞典の数列 A055234)